# 烏就屠
烏就屠（？—前33年），是乌孙小昆弥。

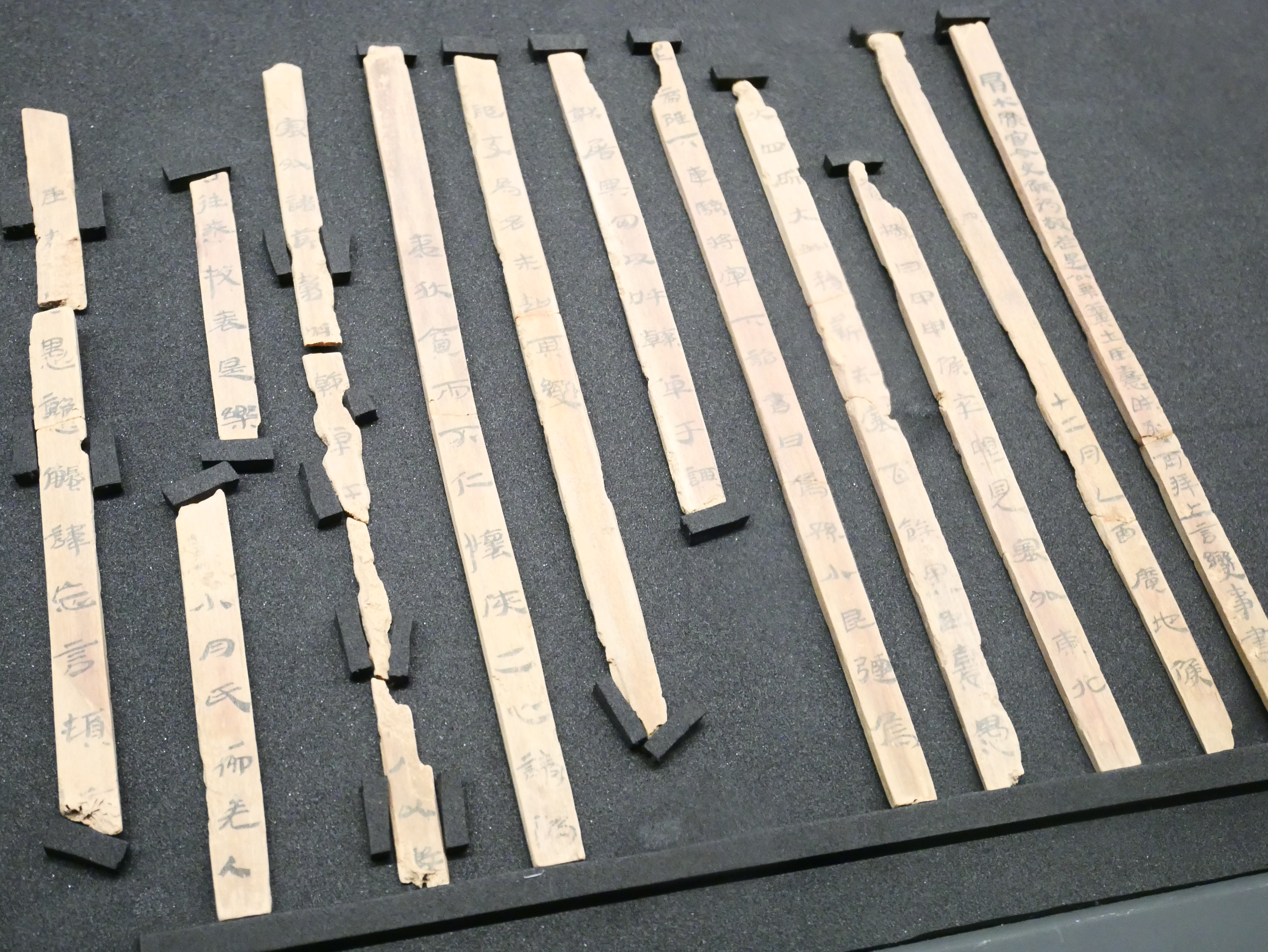
居延漢簡中與烏就屠有關的木簡

他是昆弥翁归靡的儿子，为匈奴女所生，借母家匈奴之力，势力壮大。汉宣帝甘露元年（前53年），杀死昆弥泥靡。由于他不是楚公主刘解忧所生，他阻止刘解忧的儿子元贵靡继承昆弥之位，而自立为昆弥。汉朝遣破羌将军辛武贤，率领一万五千人，备边乌孙。西域都护郑吉派刘解忧的侍女冯嫽晓以利害，劝说乌就屠。乌就屠同意和解，接受汉廷赐封。汉朝以元贵靡为大昆弥，乌就屠为小昆弥，皆赐印绶。自此开始，乌孙之王分为大、小昆弥。汉朝派常惠率三校士兵驻守赤谷，为大、小昆弥分划地界、人众，大昆弥户六万余，小昆弥户四万余。但乌孙人倾向于小昆弥乌就屠，汉朝则倾向于大昆弥。前33年，大昆弥已经是元贵靡的孙子雌栗靡的时候，烏就屠去世，儿子拊離继立。